# Gustav Biedermann
Gustav Biedermann (* 15. Februar 1815 in Böhmisch Aicha; † 30. April 1890 in Bodenbach, Bezirk Tetschen) war ein deutschböhmischer Arzt und philosophischer Schriftsteller.

## Biografie
Biedermann studierte an der Karls-Universität Prag Medizin und lebte als praktischer Arzt in Bodenbach. Er trat in seiner Erstlingsschrift: Die spekulative Idee in Humboldts Kosmos (Prag 1849), als Anhänger Georg Wilhelm Friedrich Hegels auf, dessen dialektische Methode er beibehielt, dessen System er jedoch in seinen Hauptwerk: Philosophie als Begriffswissenschaft (1877–80, 3 Teile), in der Weise abänderte, dass an die Stelle der ursprünglichen Trias: Idee, Natur, Geist, die neue: Geist, Natur, Leben, und demgemäß an die Stelle der drei philosophischen Wissenschaften: Logik, Naturphilosophie und Geistesphilosophie in entsprechender Reihenfolge die Wissenschaft des Geistes, die Naturwissenschaft und die Lebensweisheit traten. Er war Mitglied der königlich böhmischen Gesellschaft der Wissenschaften.

## Werke
- Die spekulative Idee in Humboldts Kosmos. Ein Beitrag zur Vermittlung der Philosophie und die Naturforschung, 1949.
- Die Wissenschaftslehre. I–III (Lehre vom Bewußtsein, Lehre des Geistes, Seelenlehre), Leipzig 1856–60.
- Kants Kritik der reinen Vernunft und die Hegelsche Logik. 1869.
- Die Wissenschaft des Geistes. 1870.
- Metaphysik in ihrer Bedeutung für die Begriffswissenschaft. 1870.
- Zur logischen Frage. 1870.
- Die Naturphilosophie. 1875.
- Philosophie als Begriffswissenschaft. I–III, 1878–80.
- Philosophie der Geschichte. 1884.
- Philosophie des Geistes, des Systems der Philosophie. I–III (Naturphilosophie, Philosophie des menschlichen Lebens, Religionsphilosophie), Prag/Leipzig 1886–89.
- Philosophie als Begriffswissenschaft, Moral, Rechts- und Religionsphilosophie. Prag/Leipzig 1890.